# Jack Marshman
Jack Marshman (Abertillery, 19 de dezembro de 1989) é um lutador galês de artes marciais mistas, atualmente competindo no peso médio do Ultimate Fighting Championship.

## Carreira no MMA

### Ultimate Fighting Championship
Marshman fez sua estreia no UFC em 19 de novembro de 2016 no UFC Fight Night: Mousasi vs. Hall 2. Ele enfrentou Magnus Cedenblad e venceu por nocaute técnico no segundo round.
Em 19 de fevereiro de 2017 Marshman enfrentou Thiago Santos no UFC Fight Night: Lewis vs. Browne. Ele perdeu a luta por nocaute técnico no segundo round.
Marshman enfrentou Ryan Janes no UFC Fight Night: Nelson vs. Ponzinibbio em 16 de julho de 2017. Ele venceu por decisão unânime.
Marshman enfrentou Antônio Carlos Júnior em 28 de outubro de 2017 no UFC Fight Night 119. Ele perdeu por finalização.
Marshman enfrentou Karl Roberson em 3 de novembro de 2018 no UFC 230: Cormier vs. Lewis. Ele perdeu por decisão unânime.
Marshman enfrentou John Phillips em 16 de março de 2019. Marshman venceu por decisão dividida.
Marshman enfrentou Edmen Shahbazyan em 6 de julho de 2019 no UFC 239: Jones vs. Santos. Ele perdeu por finalização no primeiro round.